# Panic Button (entreprise)
Pour les articles homonymes, voir Panic Button.
Panic Button, LLC est un développeur de jeux vidéo Américain fondé à Austin, au Texas, en 2007. Le studio est surtout connu pour ses ports de jeux vidéo AAA d'autres plate-formes sur la console Nintendo Switch. Panic Button effectue également des travaux sous contrat sur d'autres plates-formes, y compris des mises à jour 4K pour PlayStation 4 Pro et Xbox One X.

## Histoire
En fin 2007, Craig Galley, D. Michael Traub, Russell Byrd, et Aaron Smischney, un groupe de quatre personnes agées s'est réuni pour créer cette entreprise. Les quatre séniors avaient travaillé ensemble chez l'éditeur de jeux vidéo Acclaim Entertainment avant de rejoindre le développeur Inevitable Entertainment. Inevitable Entertainment a finalement été acquis par Midway Games et renommé Midway Studios Austin, après quoi le studio a été dépouillé de manière procédurale de ses fonctions de développement de jeux et a été chargé de rationaliser les outils et la technologie de développement de Midway à la place. Souhaitant revenir au développement de jeux, les quatre fondateurs ont quitté le studio et ont créé Panic Button à Austin, au Texas, fin 2007,. Galley et Traub sont toujours actifs dans la société depuis juillet 2018.
Panic Button a commencé à expérimenter des jeux basés sur le mouvement et, au cours des années suivantes, ils ont développé plusieurs jeux exclusifs pour la Nintendo Wii et le périphérique Kinect pour Xbox 360. Cependant, l'interprétation de l'intention de l'utilisateur dans les jeux de mouvement s'est avérée difficile et peu fiable pour eux.
L'entreprise développe notamment le portage de Forza Horizon 5 sur PlayStation 5.